# Jens Guth

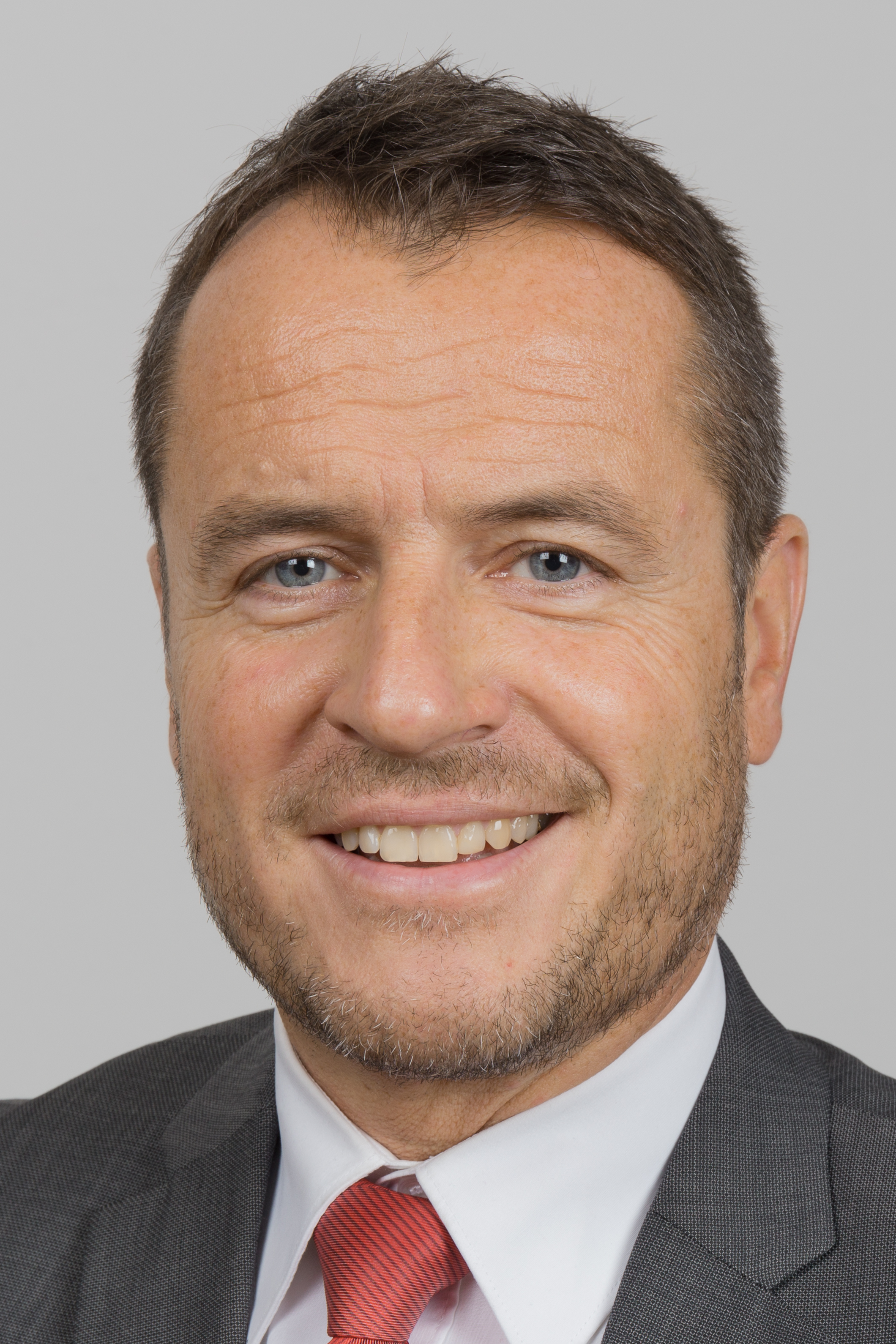
Jens Guth (2016)

Jens Guth (* 12. August 1966 in Worms) ist ein deutscher Politiker (SPD). Er ist von 2006 bis 2024 Mitglied des Landtags von Rheinland-Pfalz und seit 2016 stellvertretender Fraktionsvorsitzender der SPD-Landtagsfraktion gewesen. 

## Leben
Nach der Mittleren Reife 1983 absolvierte Guth eine Ausbildung zum Vermessungstechniker. 1986 bis 1987 erfolgt die staatliche Prüfung. 1998 schloss er ein Abendstudium zum Technischen Betriebswirt ab. Beruflich war er bei einem Ingenieurbüro und bis 2006 bei regionalen Energieversorgern in Darmstadt und Worms tätig, zuletzt als Abteilungsleiter.
Guth ist verheiratet und hat drei Kinder.

## Politik
1985 trat Guth der SPD bei. Seit 2006 ist er Vorsitzender der SPD Worms. Von 2013 bis 2016 war er Generalsekretär der rheinland-pfälzischen SPD.
Seit 1999 ist er Mitglied des Stadtrates von Worms. Von 2001 bis 2004 war er Geschäftsführer der SPD-Stadtratsfraktion, deren Vorsitz er von 2006 bis zu seiner Ernennung zum Generalsekretär der Landespartei 2013 innehatte.
Bei der Landtagswahl 2006 wurde er im Wahlkreis Worms erstmals direkt in den Landtag gewählt. Das Direktmandat konnte er bei den Landtagswahlen 2011, 2016 und 2021 erfolgreich verteidigen. Im Mai 2016 wurde er zum stellvertretenden Vorsitzenden der Landtagsfraktion gewählt. Im Landtag ist er Mitglied im Ausschuss für Inneres, Sport und Landesplanung, Ausschuss für Soziales und Arbeit und im Zwischenausschuss. Er ist außerdem ordentliches Mitglied des Ältestenrats im Landtag.
Guth kündigte am 31. Oktober 2024 an, aus persönlichen und gesundheitlichen Gründen sein Landtagsmandat zum 31. Dezember 2024 niederzulegen. Nachrücken wird sein B-Kandidat, Dirk Beyer.